# 결성 장씨
결성 장씨(結城張氏)는 충청남도 홍성군 결성면을 본관으로 하는 한국의 성씨이다.

## 역사
시조 장갑(張甲)은 장원백(張元伯)의 아들이고 호장(戶長)이었으며, 고려 말 문하평리(門下評理)를 역임한 장하(張夏)는 장갑의 증손이다.

## 본관
결성(結城)은 충청남도 홍성군(洪城郡)에 속해있는 지명으로 본래는 백제의 결기군(結己郡) 또는 결사현(結巳縣)이라 불렸다. 757년(신라 경덕왕 16)에 결성군(潔城郡)으로 개칭하였다. 1018년(고려 현종 9)에 운주(運州 : 洪州)의 관할이었다가 1172년(명종 2)에 결성현(結城縣)으로 이름을 바꾸고 감무(監務)를 두었다. 1733년(영조 9) 보령(保寧)에 편입되었다가, 1895년(고종 32) 지방제도 개정으로 결성군으로 홍주부(洪州府)에 개편되었다. 1914년 군면 폐합으로 홍주군과 결성군을 통합한 홍성군에 병합되었고 지금은 홍성군 결성면이 되었다.

## 인물
- 장하(張夏) :  장용문(張用文)의 아들이다. 홍건적이 침입하였을 때 개경을 수복한 공으로 1363년(공민왕 12) 전의주부(典儀注簿)로서 2등공신에 올랐다. 1372년 신돈(辛旽)이 제거된 뒤 이보림(李寶林) 등과 함께 간관으로 있으면서 신돈의 일당인 김문현(金文鉉)을 탄핵하였으나 뜻을 이루지 못하였다. 1378년(우왕 4) 밀직부사에 올랐으며, 1381년 가뭄이 무척 심하자 밀직제학으로서 개경 대정(大井)에 비를 빌었더니 비가 내려 포상을 받았다. 다음해 각 도의 산성순심사(山城巡審使)에 임명되었다. 1383년 한양부윤으로 있으면서 의성에서 왜구를 쳐부수기도 하였고, 몰래 숨어 들어온 왜구의 간첩 3명을 체포하는 공을 세우기도 하였다. 1388년(창왕 즉위년) 제도(諸道)의 안렴사(安廉使)를 도관찰출척사(都觀察黜陟使)로 개편하였는데, 이때 경상도도관찰출척사(慶尙道都觀察黜陟使)가 되었다. 1389년(창왕 1) 왜적의 위협에 절개를 지키고 죽은 진주(晉州)의 열녀(烈女) 최씨(崔氏)의 행실을 임금께 알려 정문(旌門)을 세우게 하였다. 이어 개경으로 돌아와 문하평리에 올랐다. 1390년(공양왕 2) 명나라에 몰래 숨어 들어가서 이성계(李成桂) 일파를 모함하였다는 윤이(尹彝)·이초(李初)의 사건에 연루되어 탄핵을 받고 먼곳으로 유배를 당하였다가 얼마 뒤에 풀려 나왔다.

## 과거 급제자
결성 장씨는 조선시대 문과 급제자 6명을 배출하였다.
고려 문과
장하(張夏)
문과
장덕량(張德良) 장복현(張復炫) 장성좌(張聖佐) 장세용(張世瑢) 장진일(張振一)
장취오(張聚五)
무과
장계익(張繼益) 장계직(張繼職) 장권(張權) 장길갑(張吉甲) 장덕명(張德命)
장덕봉(張德鳳) 장두창(張斗彰) 장무형(張武炯) 장문일(張文一) 장범한(張凡漢)
장서숙(張瑞䎘) 장서숙(張瑞䎘) 장성오(張星五) 장세식(張世拭) 장세욱(張世郁)
장세호(張世豪) 장승갑(張承甲) 장식(張湜) 장용호(張龍濠) 장우진(張羽珍)
장운룡(張云龍) 장윤봉(張潤鳳) 장을남(張乙南) 장응견(張應堅) 장응오(張應五)
장응훈(張應訓) 장의남(張義男) 장일룡(張一龍) 장일생(張逸生) 장준창(張俊昌)
장창유(張昌裕) 장천욱(張天郁) 장춘룡(張春龍) 장한신(張漢臣) 장한제(張漢齊)
장현(張賢) 장후주(張後柱) 장후중(張後仲) 장흘영(張屹英)
생원시
장기덕(張基德) 장기만(張基萬) 장명후(張溟珝) 장명희(張命禧) 장세응(張世應)
장세헌(張世獻) 장우한(張遇漢) 장익좌(張翊佐) 장처경(張處敬) 장한교(張漢敎)
진사시
장경함(張慶涵) 장기량(張基良) 장기홍(張基鴻) 장대영(張大英) 장문규(張文奎)
장벽현(張壁炫) 장시민(張時敏) 장완(張玩) 장응수(張應洙) 장이규(張履奎)
장이상(張彛相) 장이환(張履煥) 장철상(張喆相) 장최형(張最炯) 장취오(張聚五)
장태형(張泰炯) 장한응(張翰膺) 장효민(張孝閔)
역과
장한명(張漢明) 장한필(張漢弼) 

## 항렬자
41世 순(淳) 42世 래(來) 43世 훈(勳) 44世 균(均) 45世 선(善) 46世 택(澤) 47世 직(稙) 48世 혁(赫) 49世 규(珪) 50世 용(鏞) 51世 연(演) 52世 동(東) 53世 열(烈) 54世 원(遠) 55世 호(鎬) 56世 한(漢)

## 문화재
- 세종시 육영재, 봉서재, 숙인언양김씨정려, 유인한양조씨정려, 효자장명항.처.열려배씨지문, 시조장하충신묘소, 평산서원발굴

## 인구
- 1985년 4,758가구, 19,432명
- 2000년 6,708가구, 21,068명
- 2015년            24,921명